# 1,2,4-트라이메틸벤젠
1,2,4-트라이메틸벤젠(영어: 1,2,4-trimethylbenzene)은 화학식이 C6H3(CH3)3인 유기 화합물이다. 슈도쿠멘(영어: pseudocumene)이라고도 한다. 방향족 탄화수소로 분류되며 강한 냄새가 나는 가연성 무색 액체이다. 1,2,4-트라이메틸벤젠은 물에는 거의 녹지 않으나 유기 용매에는 녹는다. 1,2,4-트라이메틸벤젠은 콜타르와 석유(약 3%)에서 자연적으로 생성된다. 1,2,4-트라이메틸벤젠은 트라이메틸벤젠의 3가지 이성질체들 중 하나이다.

## 생산
1,2,4-트라이메틸벤젠은 산업적으로 석유 증류 동안 C9 방향족 탄화수소 분획에서 분리된다. 이 분획의 약 40%는 1,2,4-트라이메틸벤젠이다. 1,2,4-트라이메틸벤젠은 또한 톨루엔과 자일렌의 메틸화와 알루미노실리케이트 촉매에 대한 자일렌의 불균화에 의해 생성된다.

## 용도
1,2,4-트라이메틸벤젠은 고성능 중합체가 만들어지는 무수 멜리트산의 전구체이다. 1,2,4-트라이메틸벤젠은 또한 살균제로 사용되며 염료, 향수 및 수지 제조에도 사용된다. 1,2,4-트라이메틸벤젠의 또 다른 용도는 휘발유 첨가제이다.

### 신틸레이터
광물유에 용해된 1,2,4-트라이메틸벤젠은 NOνA 및 브렉시노와 같은 입자물리학 실험에서 액체 신틸레이터로 사용된다.

## 같이 보기
- 트라이메틸벤젠
- 1,2,3-트라이메틸벤젠 (헤멜리텐)
- 1,3,5-트라이메틸벤젠 (메시틸렌)
- 쿠멘